# Khaled El-Enany
Khaled El-Enany (en arabe : خالد_العناني), est un égyptologue égyptien né le 14 mars 1971 à Gizeh. Il est ministre des Antiquités de 2016 à 2022 puis ministre du Tourisme et des Antiquités de décembre 2019 à août 2022. Il est également professeur d'égyptologie à l'université de Helwan.
Il est le candidat de l’Égypte pour l’élection à la direction générale de l’UNESCO en 2025.

## Biographie

### Jeunesse et études
Khaled El-Enany naît le 14 mars 1971 à Gizeh (Égypte). Il est le fils d’un ingénieur et d’une professeure de français. Il fait ses études secondaires dans un établissement francophone, où il passe son baccalauréat en 1988.
Il intègre ensuite l'université de Helwan, où il étudie l'égyptologie dans le but de devenir guide touristique. Il commence à exercer ce métier au début des années 1990, tout en continuant à développer sa connaissance de l'Égypte antique afin de pouvoir répondre aux nombreuses questions des touristes. Après avoir obtenu une bourse, il décide de poursuivre ses études d'égyptologie en France, à l'université de Montpellier-Paul-Valéry , expérience qui lui donne finalement envie de devenir égyptologue. Il y passe un DEA, ainsi qu'un doctorat en 2001, rédigeant une thèse sur la titulature des pharaons,,.

### Carrière académique
De retour en Égypte, Khaled El-Enany commence une carrière académique au sein de l'université de Helwan, devenant professeur d'égyptologie au sein du Département des guides touristiques — qu'il finira par diriger —, puis au sein de la faculté de tourisme et d'hôtellerie en 2011,.
Il enseigne également la langue et la culture de l'Égypte antique dans plusieurs universités à travers le monde, dont l'université de Palerme, l'université de Montpellier-Paul-Valéry (professeur invité) et l'université de technologie de Brandebourg (en).
Il fait en outre partie de plusieurs institutions scientifiques, étant notamment membre correspondant de l'Institut archéologique allemand (Berlin), ainsi que chercheur associé et membre du conseil d'administration de l'Institut français d'archéologie orientale (Ifao).

### Carrière politique
Le 23 mars 2016, Khaled El-Enany est nommé ministre des Antiquités au sein du gouvernement de Chérif Ismaïl,. Il s'engage alors à poursuivre le travail de son prédécesseur Mamdouh Mohamed Eldamaty, à assainir les finances du ministère, ainsi qu'à aider les jeunes archéologues et conservateurs de musées égyptiens à développer leurs compétences pour atteindre le niveau de leurs homologues étrangers.
Malgré des moyens limités, il réussit à financer la construction de nouveaux musées (Grand Musée égyptien, Musée national de la civilisation égyptienne) ainsi que la rénovation de plusieurs sites culturels importants (Palais du Baron Empain, Musée gréco-romain d'Alexandrie, temple juif d'Alexandrie),,. Ayant pour objectif de faire revenir les touristes étrangers en Égypte, refroidis après la révolution de 2011 et les attentats, il impose entre autres une plus grande rigueur sur les chantiers de fouilles, et fait régulièrement des conférences de presse pour promouvoir les nouvelles découvertes archéologiques. Il souhaite également « combattre le terrorisme » en poussant la population égyptienne à s'intéresser davantage à son histoire, raison pour laquelle il crée un système de pass et réductions pour les écoliers, étudiants et seniors, une première dans l'histoire du ministère.
Lors de la nomination du gouvernement de Moustafa Madbouli en 2018, il conserve son poste. Le domaine du « tourisme » est ajouté à son portefeuille lors du remaniement du 22 décembre 2019, où il succède à Rania El-Mashat. Il est remplacé en août 2022 par Ahmed Issa (en).
En 2024, il est nommé ambassadeur du tourisme culturel des Nations Unies.
En 2025, il est désigné parrain du Fonds pour le patrimoine mondial africain. 

### Candidature à la Direction générale de l’UNESCO
Il est le candidat de l’Égypte pour l’élection au poste de directeur général de l’UNESCO pour la période 2025-2029 face aux candidats mexicain et congolais, Gabriela Ramos et Firmin Edouard Matoko. Sa candidature est soutenue par l’Union africaine, par la Ligue arabe et par plusieurs pays dont la France, l’Espagne, la Turquie, le Gabon, l’Allemagne et le Brésil,,. 

## Distinctions
- Chevalier de l'ordre des Arts et des Lettres (2015)[4]
- Ordre du Mérite de la république de Pologne (2020)[14]
- Ordre du Soleil levant (2021)[15]
- Docteur Honoris Causa de l’université de Montpellier-Paul-Valéry (2024)[16]

## Publication
- Le Petit Temple d'Abou Simbel : paléographie, Institut français d'archéologie orientale, 2007, 183 p. (ISBN 978-2-7247-0474-7)